# When the Music Dies
When the Music Dies är en musiksingel från den azeriska sångerskan Sabina Babajeva och som var värdlandet Azerbajdzjans bidrag i Eurovision Song Contest 2012 i Baku. Låten är skriven av Anders Bagge, Sandra Bjurman, Stefan Örn och Johan Kronlund. Örn och Bjurman låg även bakom låten "Running Scared" som vann Eurovision Song Contest 2011 och tog tävlingen till Azerbajdzjan.
Babajeva framförde låten i finalen den 26 maj. Bidraget hamnade på 4:e plats och fick 150 poäng.
Låten presenterades för första gången den 17 mars 2012. Den officiella musikvideon hade premiär den 19 mars. Singeln släpptes på Itunes den 24 april 2012 tillsammans med en karaokeversion samt en akustiskversion. Den 27 april släpptes två officiella remixer.
Låten beskrivs som en dramatisk kärleksberättelse och är en blandning av europeiska musiktrender och traditionell azerisk musik. Den innehåller även element av stilen Mugam. Låten spelades in med flera traditionella musikinstrument som kamantja, balaban, davul och ghaval. Bakom studioarbetet fanns musiker som Ogtay Sharifov, Sarkhan Vahabov, Shirzad Fataliyev, Yashar Bakhish och Alim Gasimov.

## Versioner
1. "When the Music Dies" – 2:59[5]
2. "When the Music Dies" (Karaokeversion) – 3:13[5]
3. "When the Music Dies" (Akustiskversion) – 3:21[5]
4. "When the Music Dies" (Promostella Club Remix) – 4:28[6]
5. "When the Music Dies" (Promostella Radio Short Club Edit) – 3:14[6]

## Listplaceringar
| Lista (2012) | Topplacering |
| ------------ | ------------ |
| Ryssland     | 365          |